# Chelidonium (skalbaggar)
Chelidonium är ett släkte av skalbaggar. Chelidonium ingår i familjen långhorningar.

## Dottertaxa tillChelidonium, i alfabetisk ordning[1]
- Chelidonium argentatum
- Chelidonium binotaticolle
- Chelidonium binotatum
- Chelidonium buddleiae
- Chelidonium cinctum
- Chelidonium citri
- Chelidonium coeruleum
- Chelidonium cyaneipes
- Chelidonium cyaneum
- Chelidonium flavovirens
- Chelidonium herteli
- Chelidonium impressicolle
- Chelidonium instrigosum
- Chelidonium jeanvoinei
- Chelidonium nepalense
- Chelidonium optimum
- Chelidonium pedestre
- Chelidonium plicatulum
- Chelidonium provostii
- Chelidonium purpureipes
- Chelidonium russoi
- Chelidonium semivenereum
- Chelidonium siamense
- Chelidonium sifanicum
- Chelidonium sinicum
- Chelidonium testaceicorne
- Chelidonium venereum
- Chelidonium violaceimembris
- Chelidonium yunnanum
- Chelidonium zaitzevi